# Чечер В'ячеслав Леонідович
В'ячесла́в Леоні́дович Че́чер (15 грудня 1980, Миколаїв) — український футболіст, захисник луганської «Зорі», у минулому — гравець національної збірної України.

## Клубна кар'єра

### Початок кар'єри
Вихованець миколаївського футболу, продовжував навчання у школі клубу «Дніпро-75» у Дніпропетровську. 

### Кривбас
1999 розпочав футбольну кар'єру у другій команді криворізького «Кривбаса», а 30 липня 2000 року дебютував у вищій лізі чемпіонату України у складі основної команди клубу (матч проти київського «Арсенала», нічия 1:1).

### Металург
До донецького «Металурга» перейшов на початку 2002 року, поступово став основним центральним захисником команди, а згодом й її капітаном. Є одним з «довгожителів» клубу, у жовтні 2009 року зіграв свою 200-у гру у складі «Металурга» в чемпіонатах України.
Наприкінці липня 2010 року перейшов на правах оренди до краснодарської «Кубані», команди російської першої ліги. У Краснодарі провів лише декілька тренувань та був включений до заявки команди на національний чемпіонат, однак вже 9 серпня 2010 було офіційно повідомлено про перехід гравця на умовах оренди до львівських «Карпат». Відіграв за львівську команду протягом осінньої частини сезону 2010-11, після чого керівництво «Металурга» ухвалило рішення про повернення гравця до Донецька. Повернувшись до «Металурга», знову отримав у команді капітанську пов'язку.

### Зоря
У липні 2015 року на правах вільного агента перейшов до луганської «Зорі». Хоча міг перейти до «Сталі», яка дебютувала у Чемпіонаті України.

## Виступи за збірну
2004 року викликався головним тренером Олегом Блохіним до лав національної збірної України. Дебютував за збірну 18 лютого у товариській грі проти збірної Лівії. Усього у складі збірної відіграв у 5 матчах:
| Україна | 2004 | 5 | 0 |

Перестав викликатися до збірної після того, як був зі скандалом відрахований з табору національної команди за порушення режиму — разом з партнерами по команді Сергієм Закарлюкою та Олександром Зотовим запізно повернувся на базу.

## Титули та досягнення
«Металург»
- Бронзовий призер чемпіонату України (3): 2001—02, 2002—03, 2004—05.
- Фіналіст Кубку України (1): 2011/12

 «Зоря»
- Фіналіст Кубку України (1): 2015/16